# مرتديلا

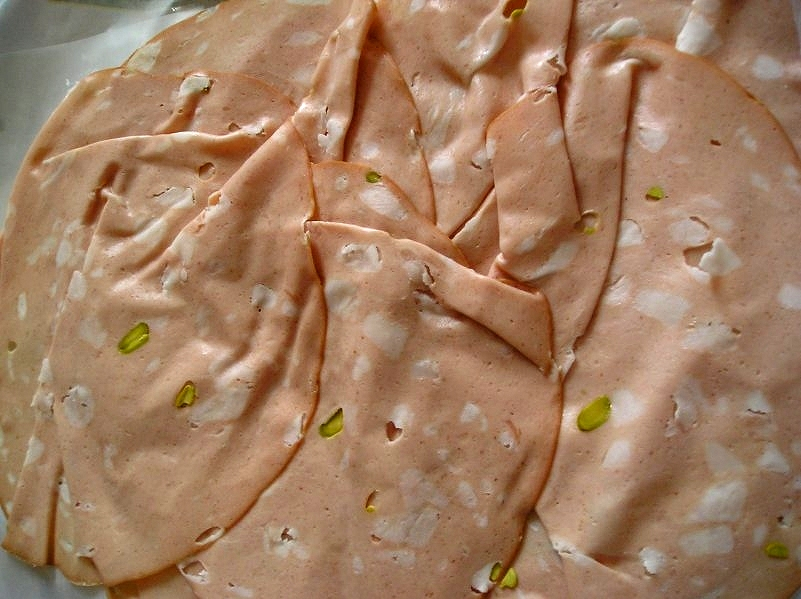
طبق من مرتديلا.

مرتديلا أو مرتدلة نوع من أنواع النقانق الإيطالية كبيرة الحجم، أو لحم اللانشون مصنوع من اللحم المصنّع والمطحون مخلوطًا بالتوابل والفلفل الأسود، مع قطع من الدهن، وفي دول أوروبا تكون مصنوعةً في الغالب من لحم الخنزير. المارتديلا ابتُكرت في مدينة بُلونية في إيطاليا.